# سعادت بلاغي
سعادت بلاغي هي قرية في مقاطعة مشكين شهر، إيران. عدد سكان هذه القرية هو 21 في سنة 2006.